# Sân bay Souanké
Sân bay Souanké (IATA: SOE, ICAO: FCOS) là một sân bay ở Souanké, tỉnh Sangha, Cộng hòa Congo.

## Vị trí và cơ sở vật chất
Sân bay cách thị trấn 8 km về phía đông nam, trên độ cao 1722 ft (525 m) so với mực nước biển. Nó có một đường băng cỏ dài 1400 m.